# 2022 في تونس
فيما يلي قوائم الأحداث التي وقعت خلال عام 2022 في تونس.

## الرياضة
- 7 مايو – فوز التونسية أُنس جابر، المصنفة العاشرة عالمياً في بطولة مدريد المفتوحة للأساتذة، بعد فوزها على الأمريكية جيسيكا بيغلا، لتصبح أول لاعبة عربية وإفريقية تفوز بأحد بطولات التنس الكُبرى التسع.
- 19 يونيو- التونسية أُنس جابر، المصنفة رابعة عالمياً، أصبحت أول لاعبة أفريقية ومن العالم العربي تفوز ببطولة برلين لكرة المضرب للسيدات على الملاعب العشبية، بعد فوزها في النهائي على السويسرية بيلندا بنشيتش.[2]

## جوائز
- 7 مايو – فوز التونسية أُنس جابر، المصنفة العاشرة عالمياً في بطولة مدريد المفتوحة للأساتذة، بعد فوزها على الأمريكية جيسيكا بيغلا، لتصبح أول لاعبة عربية وإفريقية تفوز بأحد بطولات التنس الكُبرى التسع.

## وفيات
- 11 يناير/جانفي – نور الدين صمود، شاعر تونسي (90 سنة).
- 12 يناير/جانفي – أحمد الطويلي، كاتب تونسي (79 سنة).
- 10 أبريل – آية قزقز، بطلة وممثلة تونس في رياضة الأشرعة بالألعاب الأولمبية (17 سنة).
- 28 يونيو/جوان – هشام رستم، ممثل تونسي (75 سنة).
- 3 يوليو/جويلية – عز الدين العياشي، ملحن تونسي (77 سنة).
- 31 يوليو/جويلية – عزيز زهير، رجل أعمال تونسي (69 سنة).
- 11 سبتمبر – محمد البدوي، كاتب تونسي (70 سنة).[3]